# وان‌لی
وان‌لی (چینی: 萬曆؛ پین‌یین: Wànlì؛ انگلیسی: Wanli) به معنای «ده هزار تقویم»، نام پادشاهی جو ئی‌جون (۴ سپتامبر ۱۵۶۳ - ۱۸ اوت ۱۶۲۰)، سیزدهمین امپراتور دودمان مینگ بود که پس از مرگ پدرش امپراتور لونگ‌چینگ، به مدت ۴۸ سال که بالاترین زمان سلطنت در سلسلهٔ پادشاهی مینگ به‌شمار می‌رود بین سال‌های ۱۵۷۲ تا ۱۶۲۰ فرمانروایی نمود. بی‌توجهی وان‌لی به امور کشور و رفتار غیر مسئولانهٔ او در مقام امپراتور از دلایل اصلی زوال و سقوط سلسله مینگ در سال‌های آتی بود.

## تولد و سال‌های نخستین فرمانروایی (۱۵۶۳–۱۵۸۲)
جو ئی‌جون در ۴ سپتامبر ۱۵۶۳، در چهل و دومین سال سلطنت امپراتور جیاجینگ زاده شد و به دنبال مرگ پدرش امپراتور لونگ‌چینگ در ۹ سالگی به سلطنت رسید. امپراتور لونگ‌چینگ پیش از مرگش از یکی از سیاستمداران برجستهٔ دربار مینگ به نام جانگ جوجنگ (چینی: 張居正؛ انگلیسی: Zhang Juzheng)
خواسته بود تا پس از مرگش بر اوضاع کشور نظارت داشته و امپراتور جوان را در کارهایش راهنمایی نماید. وان‌لی برای جانگ به عنوان وزیر و راهنمای خود احترام بسیاری قائل بود و بدین ترتیب ۱۰ سال نخستین حکومت او با راهنمایی‌های جانگ جوجنگ سپری شد و کشور نیز از نظر نظامی و اقتصادی رشد فراوانی کرده بود. اما با این وجود در ۱۵۸۲، گروه‌های مختلف دربار که با سیاست‌های جانگ مخالف بودند و نسبت به جایگاه قدرتمند او در حکومت اعتراض داشتند، از وان‌لی خواستند تا او را از مقام خود خلع نماید. وان‌لی ۱۹ ساله نیز که ار سختگیری‌های جانگ نسبت به خود خسته شده بود علاقه‌مند بود تا او را برکنار نماید اما جانگ جوجنگ پیش از آنکه امپراتور بتواند تصمیم خود را عملی سازد در ۱۵۸۲ درگذشت.

## سال‌های میانی فرمانروایی (۱۵۸۲–۱۶۰۰)
با مرگ جانگ، وان‌لی که خود را آزاد از نظارت بر امور می‌دید، اقدام به واگردانی بسیاری از اقدامات پیش‌برندهٔ جانگ نمود. همچنین وان‌لی طی حکمی در ۱۵۸۴، تمام اموال جانگ را مصادره و خانواده‌اش را پاکسازی نمود. سپس کنترل تمامی امور دولتی را بر عهده گرفت و نشان داد که امپراتوری نجیب و سخت‌کوش می‌باشد. در این مدت هنوز کشور قدرتمند و از نظر اقتصادی رو به رشد بود. امپراتور هر روز صبح با درباریان ملاقات نموده و راجع به مسایل کشور با آنان گفتگو می‌نمود.
سه جنگ در ۱۸ سال نخستین حکومت وان‌لی روی داد که امپراتور به خوبی از عهدهٔ مقابله با آنان برآمد. اما او پس از موفقیت در این سه جنگ دیگر در نشست‌های صبحگاهی با درباریانش شرکت نکرد و روزبروز بیشتر از کارهای حکومتی کناره‌گیری نمود و این روند تا ۲۰ سال آخر حکومتش ادامه یافت.

## سال‌های پایانی فرمانروایی و مرگ (۱۶۰۰–۱۶۲۰)
وان‌لی بین سال‌های ۱۵۸۰ تا ۱۵۹۰، در صدد آن بود که سومین فرزند خود جو چانگ‌شون را که از همسر محبوبش بانو جنگ بود را به جانشینی خود انتخاب نماید اما با مخالفت شدید بسیاری از وزرای قدرتمندش مواجه شد. این درگیری بین پادشاه و درباریان بیش از ۱۵ سال ادامه یافت و سرانجام وان‌لی در اکتبر ۱۶۰۱ تسلیم شده و فرزند بزرگش جو چانگ‌لو (امپراتور تایچانگ) را به ولیعهدی خود برگزید.
پس از این ماجرا که در ظاهر با قدرت‌نمایی درباریان به پایان رسیده بود، امپراتور دیگر به ندرت به کارهای کشور رسیدگی می‌کرد و حتی به مدت چندین سال از به حضور پذیرفتن وزیرانش نیز امتناع می‌نمود و هیچ نامهٔ رسمی یا گزارش ادارای را نمی‌خواند. در عوض از مردم و درباریان به زور پول می‌گرفت و صرف خوشگذرانی‌هایش می‌نمود. او حتی چنان چاق شده بود که بدون کمک دیگران نمی‌توانست روی پا بایستد. همچنین بیشترین وقت و توجهش را صرف ساختن آرامگاه خود نموده بود که بنا نمودنش چندین دهه به طول انجامید.
در طول این مدت تمامی مناصب رده بالای مینگ با کمبود نفرات مواجه شده بود و امپراتور بدون توجه به مسئولیت اصلی خود مشغول مال‌اندوزی و کشاندن کشور به ورطهٔ نابودی بود. در این میان منچوها نیز از ضعف قدرت نظامی مینگ که به دلیل نبود جنگ در ۲۰ سال اخیر حاصل شده بود استفاده کرده و نورهاچی، منطقهٔ جورچن را به اشغال خود درآورد و امپراتوری جین را که تهدیدی بالقوه برای چین به‌شمار می‌آمد پایه‌گذاری کرد.
در نبرد بزرگ «نون ار چو» که در ۱۶۱۹ اتفاق افتاد، امپراتوری مینگ لشکری ۲۰۰ هزار نفره را روانهٔ مبارزه با ۶۰ هزار سرباز امپراتوری تازه تأسیس جین نمود که فرماندهی شش پرچم و ۴۵ هزار نفر نیرو برعهدهٔ نورهاچی بود و دای شان و هوانگ تای‌جی هرکدام یک پرچم و ۷۵۰۰ نفر نیرو را برای حمله از طرفین رهبری می‌کردند. پس از گذشت ۵ روز از آغاز نبرد، تعداد تلفات ارتش مینگ به ۱۰۰ هزار نفر رسیده بود و این درحالی بود که ۷۰ درصد ذخیرهٔ غذاییشان نیز دزدیده شده بود. از این زمان به بعد بود که امپراتوری مینگ برتری خود نسبت به جورچن‌ها را از دست داد و زمینه برای سقوط آن در برابر دودمان چینگ در سالیان بعد فراهم شد.
وان‌لی در ۱۸ اوت ۱۶۲۰ درگذشت و پسر بزرگش جو چانگ‌لو با عنوان امپراتور تایچانگ به پادشاهی رسید.